# 皮里帕
皮里帕是巴西巴伊亚州的一个市镇。总面积651.302平方公里，总人口20294人，人口密度31.2人/平方公里。